# Eurycope galatheae
Eurycope galatheae is een pissebed uit de familie Munnopsidae. De wetenschappelijke naam van de soort is voor het eerst geldig gepubliceerd in 1956 door Wolff.